# 장성 봉정사 석조여래입상
장성 봉정사 석조여래입상(長城 鳳停寺 石造如來立像)은 전라남도 장성군 삼계면 신기리에 있는 고려시대의 석조여래입상이다. 1999년 11월 20일 전라남도의 문화재자료 제208호로 지정되었다.

## 개요
전라남도 장성군 삼계면 신기리 봉정사에 있는 이 석불은 대좌(臺座)와 불신을 각기 다른 돌로 만들었다. 일부에서 심한 파손을 보여주고 있으나 현 봉정사의 변천 과정을 말해주는 유일한 자료이다.
만든 시기는 고려 중기로 여겨지며 인근에 있는 《영광 신천리 삼층석탑》(보물 제504호)과 함께 당시의 조각사 연구에 참고자료가 된다.

## 같이 보기
- 영광 신천리 삼층석탑

## 참고 문헌
- 장성봉정사석조여래입상 - 국가유산청 국가유산포털